# Gródek (gmina Przysucha)
Gródek – uroczysko-dawna miejscowość, nieistniejąca wieś w województwie mazowieckim w powiecie przysuskim w gminie Przysucha. Położona jest w gąszczu lasu.

## Historia
Gródek powstał w VII wieku i pełnił funkcję kultową. Był świątynią solarną pogańskich Słowian, którzy oddawali hołd bóstwom przyrody, najprawdopodobniej byli to Sandomierzanie.
W latach 1867–1954 należał do gminy Przysucha w powiecie opoczyńskim, początkowo w guberni kieleckiej, a od 1919 w woj. kieleckim. Tam 4 listopada 1933 wszedł w skład gromady o nazwie Gródek w gminie Przysucha, składającej się z samej wsi Gródek. 1 kwietnia 1939 wraz z resztą powiatu opoczyńskiego został włączony do woj. łódzkiego.
Podczas II wojny światowej Gródek włączono do Generalnego Gubernatorstwa (dystrykt radomski, powiat tomaszowski), nadal jako gromada w gminie Przysucha, licząca w 1943 roku 156 mieszkańców. Po wojnie początkowo w województwie łódzkim, a od 6 lipca 1950 ponownie w województwa kieleckim, jako jedna z 11 gromad gminy Przysucha w reaktywowanym powiecie opoczyńskim. W związku z reformą znoszącą gminy jesienią 1954 roku, już wysiedlony Gródek włączono do nowo utworzonej gromady Przysucha. 1 stycznia 1956 gromada weszła w skład nowo utworzonego powiatu przysuskiego w tymże województwie. 1 stycznia 1958 gromadę zniesiono w związku z przekształceniem jej obszaru w miasto Przysucha, przez co Gródek stał się formalnie obszarem miejskim. Odtąd wyłączony z obszaru miasta.
Likwidacja Gródka wiąże się z istniejącym w okolicy od końca XIX wieku poligonu wojskowego Barycz. Na początku lat 1950. został on rozbudowany i wówczas z tych terenów wysiedlono mieszkańców wsi: Budki, Eugeniów, Gąsiorów, Gródek, Huta, Januchta, Józefów, Kacprów, Ludwinów, Stefanów, Wola Nosowa i Zapniów. Jednak już na przełomie lat 50. i 60. poligon zlikwidowano, a już 1 stycznia 1959 utworzono na tym terenie Nadleśnictwo Barycz, którego głównym celem było zalesienie ponad 4000 ha gruntów rolnych byłego poligonu.
Dzisiaj na terenie lasu w miejscu dawnych zabudowań znajduje się system wałów wzniesionych na szczycie wzgórza o nazwie Grodzka Góra, w obrębie których ułożono tajemnicze kamienie i znaki. W miejscowości Brzeźnica wzniesiono krzyż i pamiątkowe tablice z 2005 roku. Tablica po lewej stronie poświęcona jest leśnikom i robotnikom leśnym pracującym tutaj w latach 1960–1975, natomiast tablica po prawej stronie mieszkańcom wsi, którzy mieszkali na tych terenach przed wysiedleniem.